# 亞納蘭格拉山 (卡斯特羅維雷納-聖阿納)
13°15′40″S 75°10′35″W / 13.26111°S 75.17639°W
亞納蘭格拉山（Yana Ranra），是秘魯的山峰，位於該國中南部萬卡韋利卡大區，由卡斯特羅維雷納區和聖阿納區負責管轄，屬於安地斯山脈的一部分，海拔高度4,800米。